# Karl Schroeder
Œuvres principales
- Permanence
- Ventus

Karl Schroeder, né le 4 septembre 1962 à Brandon dans la province du Manitoba, est un auteur anglophone de science-fiction canadien. Ses nouvelles, se produisant dans un futur lointain, abordent des thèmes tels la nanotechnologie, la terraformation, la réalité augmentée et le voyage interstellaire.

## Biographie
Karl Schroeder est né à Brandon, au Manitoba, dans une communauté mennonite. En 1986, il déménage à Toronto, où il demeure encore aujourd'hui avec sa femme et sa fille. En 2000, il publie Ventus, son premier roman. En 2005, il publie Lady of Mazes, une préquelle de Ventus.

## Œuvres

### SérieVirga
1. (en) Sun of Suns, 2006
2. (en) Queen of Candesce, 2007
3. (en) Pirate Sun, 2008
4. (en) The Sunless Countries, 2009
5. (en) Ashes of Candesce, 2012

### SérieVentus
1. (en) Lady of Mazes, 2005
2. Ventus, Denoël, coll. « Lunes d'encre », 2002 ((en) Ventus, 2000)Publié en France en deux volumes

### Romans indépendants
- Permanence, Denoël, coll. « Lunes d'encre », 2005 ((en) Permanence, 2002)
- (en) Crisis in Zefra, 2005
- (en) Lockstep, 2014
- (en) Jubilee, 2014
- (en) The Million, 2018
- (en) Stealing Worlds, 2019

### Recueils de nouvelles
- (en) The Claus Effect, 1997Écrit avec David Nickle.
- (en) The Engine of Recall, 2005

### Nouvelles
- (en) The Great Worm, 1983
- (en) The Pools of Air, 1991
- (en) Hopscotch, 1992
- (en) The Toy Mill, 1992
- (en) Solitaire, 1992
- (en) The Cold Convergence, 1993
- (en) Making Ghosts, 1994
- (en) The Engine of Recall, 1997
- (en) Ball of Blood, 1997
- (en) Halo, 1996
- (en) Dawn, 1999
- (en) The Dragon of Pripyat, 1999
- (en) Allegiances, 2000
- (en) Book, Theatre, and Wheel, 2008
- (en) Mitigation, 2009
- (en) To Hie from Far Cilenia, 2010

### Autres
- (en) Merry Christmas, You Ungrateful Bastards, 1993
- (en) Warm Fuzziness: Quantum Mechanics and the New Age, 1993
- (en) Worldbuilding, 1999
- (en) The Complete Idiot's Guide to Writing Science Fiction, 2000
- (en) Traitor to Both Sides, 2005

## Prix et distinctions
- 1982 : prix Pierian Spring de la meilleure histoire pour The Great Worm.
- 1989 : vainqueur du concours Context '89 fiction pour The Cold Convergence.
- 1993 : prix Aurora pour The Toy Mill.
- 2001 : New York Times Notable book pour Ventus.
- 2003 : prix Aurora pour Permanence.